# Bandarpūnch
Bandarpūnch är ett berg i Indien.   Det ligger i distriktet Uttarkāshi och delstaten Uttarakhand, i den norra delen av landet, 290 km norr om huvudstaden New Delhi. Toppen på Bandarpūnch är 6 316 meter över havet, eller 514 meter över den omgivande terrängen. Bredden vid basen är 2,9 km.
Terrängen runt Bandarpūnch är huvudsakligen mycket bergig. Runt Bandarpūnch är det ganska glesbefolkat, med 24 invånare per kvadratkilometer. Det finns inga samhällen i närheten. Trakten runt Bandarpūnch består i huvudsak av gräsmarker.